# Achatia infidelis
Achatia infidelis är en fjärilsart som beskrevs av Augustus Radcliffe Grote 1879. Achatia infidelis ingår i släktet Achatia och familjen nattflyn. Inga underarter finns listade i Catalogue of Life.